# ポッジョ・ナティーヴォ
ポッジョ・ナティーヴォ（伊: Poggio Nativo）は、イタリア共和国ラツィオ州リエーティ県にある、人口約2,600人の基礎自治体（コムーネ）。

## 地理

### 位置・広がり
リエーティ県のコムーネ。県都リエーティから南南西へ22kmの距離にある。

#### 隣接コムーネ
隣接するコムーネは以下の通り。括弧内のRMはローマ県所属を示す。
- カザプロータ
- カステルヌオーヴォ・ディ・ファルファ
- フラッソ・サビーノ
- モンペーオ
- ネーロラ (RM)
- ポッジョ・モイアーノ
- スカンドリーリア
- トッフィア

### 気候分類・地震分類
ポッジョ・ナティーヴォにおけるイタリアの気候分類 (it) および度日は、zona E, 2120 GGである。
また、イタリアの地震リスク階級 (it) では、zona 2B (sismicità media) に分類される。

## 行政

### 分離集落
ポッジョ・ナティーヴォには、以下の分離集落（フラツィオーネ）がある。
- Casali, Monte Santa Maria, Osteria Nuova